# Szír Szent Efrém

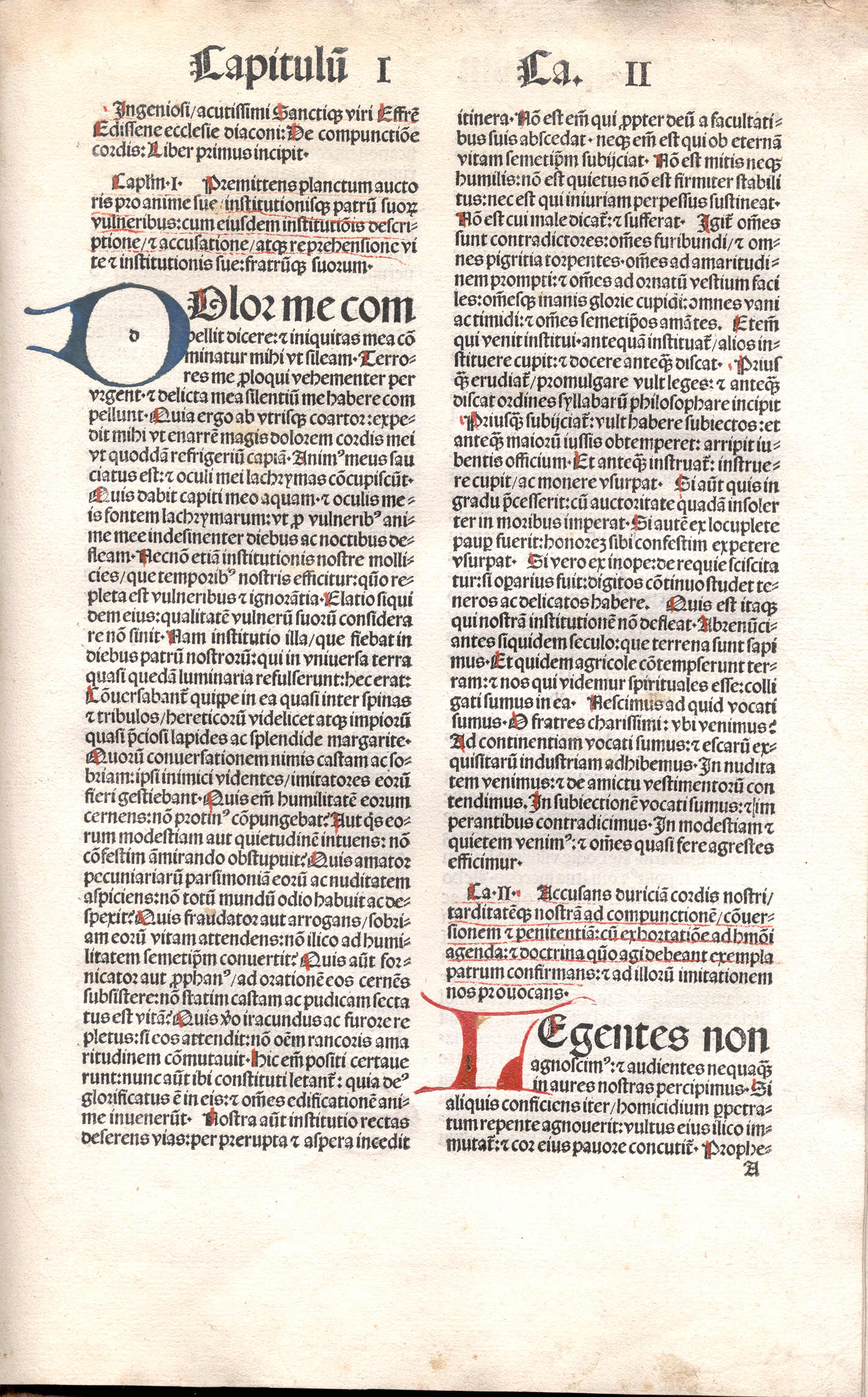
Ephrem Syrus: Sermones selecti, Ősnyomtatvány, Freiburg 1491 előtt

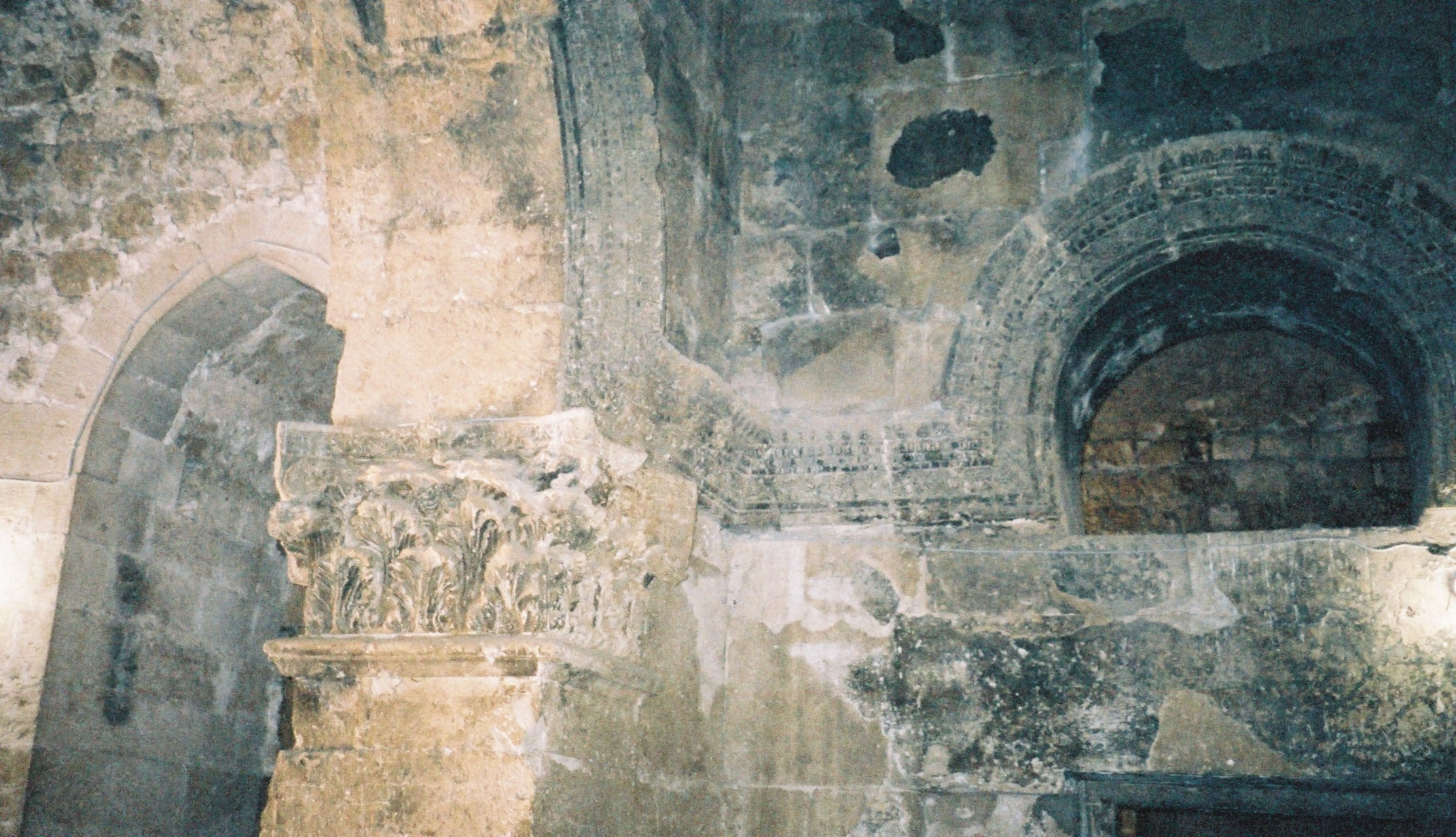
Szent Jakab templom Nisibisben (itt tanított Szent Efrém)

Szír Efrém (arámiul ܡܪܝ ܐܦܪܝܡ ܣܘܪܝܝܐ Mor Aphrêm Sûryoyo görögül Ἐφραίμ ὁ Σῦρος, latinul Ephraem Syrus) egyházi nevén Szír Szent Efrém (Niszibisz (ma Nusaybin Törökország) 306 körül – Edessza (ma Şanlıurfa (település)) 373. június 9.) diakónus, hitvalló, teológus, író, költő. Afráhát mellett a szír ortodox egyház egyik legkiemelkedőbb teológusa, szónoka és himnuszírója volt. A keleti és nyugati egyházak egyaránt szentként tisztelik. XV. Benedek pápa a Principi apostolorum Petro enciklikájában emelte a katolikus egyháztanítók sorába 1920-ban.

## Élete
Niszibiszben, a Római és a Perzsa Birodalom határán született. A hagyomány szerint Amidából származó keresztény anya és egy helybeli pogány pap fia volt. Egy másik változat szerint szülei keresztények voltak, és Niszibisz környékéről származtak. 
18 éves korában megkeresztelkedett, és attól kezdve a város első püspökének, Jakabnak befolyása alatt állt. Efrém idejében Niszibiszben és Edesszában a keresztények nagy része markionita, manicheista és Bardajszan-követő volt, és az edesszai keresztény egyházat, Efrém nagy bosszúságára, Palut (Edessza egykori püspöke) gyülekezetének, eretnek szektának tartották. Holott Palut felvette a harcot a markioniták és a gnosztikus keresztény tanok ellen.
Efrémre nagy hatást gyakorolt Afrahát férfigyülekezete, melynek tagjai aszkézist hirdettek, aktív társadalmi és egyházi tevékenységet folytattak. Nős férfiak is tagjai lehettek, de előbb el kellett válniuk feleségüktől. Efrém ellenezte a monasztikus (szerzetesi) mozgalmat, melyet Mezopotámiában a manicheizmus befolyásolt. A jámbor és intelligens Efrémet tanítani hívták a Niszibiszi iskolába, melynek később vezetője lett. A hagyomány szerint Nagy Szent Vazul szentelte diakónussá. 
363-ban Flavius Claudius Iovianus római császárnak át kellett adnia a várost a perzsáknak, így Efrém számos kereszténnyel együtt Edesszába költözött. A város akkoriban nagy keresztény gyülekezettel rendelkezett. Máig nem tisztázott, hogy Efrém alapította-e az Edesszai iskolát (Perzsa iskola), vagy tevékenysége és tanítványai tették híressé. 
A hagyomány szerint remeteként élt. Nüsszai Szent Gergely ezt írta róla: „Efrém az első apostolok buzgó követője volt. A szerzetesek és remeték példaképe. Nem volt tarisznyája, botja, sem aranya, ezüstje. Zabkenyeret és zöldséget evett, szomját vízzel oltotta. Teste hasonló volt az agyagból formált csontvázhoz.”
Haláláig tanított, vitatkozott, magyarázta a Bibliát. Flavius Valens római császár uralkodása idején halt meg.

## Írásai
A Római és Perzsa Birodalom határán uralkodó politikai helyzet, a pogány kultuszok, a zsidó vallás, a különböző ókeresztény szekták arra késztették, hogy állást foglaljon, és megvédje meggyőződését. Efrém az ókeresztény költészet legnagyobbika. Szír nyelven (kelet- arámi nyelv) írt. Műveiben a teológia és a költészet összefonódott. Rímes prózában és versben írta homíliáit. Himnuszaiban újra és újra megénekelte az embereket megszabadító Isten csodálatos kegyelmét. Jól ismerte a Bibliát, melyet leggyakrabban körülírva idézett. Nem volt kapcsolatban a kortárs görög teológusokkal, nem ismerte a személy, lény és természet általuk használt kifejezéseit. Az Efrém által használt fogalmak valószínűleg a korai szír egyházi nyelvből származtak.
Kommentálta Mózes első könyvét, Mózes második könyvét, Józsué könyvét, Bírák könyvét, Sámuel első és második könyvét, A királyok első és második könyvét, a Krónikák első és második könyvét, Jób könyvét. Mózes első és második könyvének szír nyelvű kommentárjai megőrződtek. Szintén megmaradtak Tatianus Diatessaronjáról (evangélium harmonizálása) írt kommentárjai. Az apostolok cselekedeteihez, és Pál apostol leveleihez írt kommentárjai arámi fordításban maradtak fenn. Sermones című művéből is maradtak meg eredeti részek. A Refutationes-ben cáfolta Mani, Bardasanes és Markion tanait.
Himnuszait lefordították örmény, kopt, etióp, arab és görög nyelvekre, görögből pedig latinra és a szír, örmény, kopt, görög és szláv nyelvű liturgia részei.